# Ore no Kanojo to Osananajimi ga Shuraba Sugiru
Ore no Kanojo to Osananajimi ga Shuraba Sugiru (jap. 俺の彼女と幼なじみが修羅場すぎる, dt. „Meine Freundin und Kindheitsfreundin streiten zu viel“), kurz Oreshura (俺修羅), ist eine Light-Novel-Reihe von Yūji Yūji, die auch in mehreren Manga, Hörspielen und als Anime-Serie adaptiert wurde.
Das Wort Shuraba im Titel, hier mit „Streit“ übersetzt, meint tatsächlich eine „blutige/schwere Schlacht“ bzw. „Blutbad“ und bezieht sich auf den Ort (ba) an dem Asura (jap. Shura) mit Sakra kämpfte.

## Handlung
Im Zentrum der Handlung steht der 15-jährige Eita Kidō (季堂 鋭太). Weil dessen Eltern sich ein Jahr zuvor scheiden ließen, beide eine neue Liebe fanden und Eita bei seiner Tante zurückließen, lehnt Eita seither Romanzen und die Liebe ab. Stattdessen widmet er sich ganz der Schule um später Doktor werden zu können. Dies aus dem Grund um seiner Kindheitsfreundin (osananajimi) Chiwa Harusaki (春咲 千和) helfen zu können, die wegen eines Unfalls ein Jahr zuvor ihr Hobby Kendō nicht mehr ausüben kann und ihm eine Stütze war und ihm über die Einsamkeit, als seine Eltern ihn verließen, hinweghalf. Chiwa wird wegen ihrer zierlichen Figur, obwohl sie eine große (Fleisch-)Esserin ist, auch „Chihuahua“ (jap. chiwawa) genannt und liebt Eita.
Eines Tages bekommt seine Schule eine neue Schülerin namens Masuzu Natsukawa (夏川 真涼), die zuvor im Ausland lebte. Auf Grund ihrer Attraktivität erhält sie eine Vielzahl an Liebesbriefen. Sie kommt auf Eita hinzu und bittet ihn ihr Freund zu werden, dies jedoch nicht weil sie ihn liebt, sondern weil sie in ihm einen Gleichgesinnten sieht, der die Liebe ebenso verabscheut und als ihr (falscher) Freund würden andere Jungs sie nicht mehr belästigen. Eita lehnt erst ab, allerdings erpresst Masuzu ihn mit seinem alten Tagebuch, dass sie zufällig in die Hände bekam. Dies stammt aus Eitas Mittelschulzeit, als er noch an starkem Chūnibyō litt, d. h., er hatte eine jugendliche „Wahnvorstellung“, er sei ein wiedergeborener Superheld aus dem Weltall, was ihm heute äußerst peinlich ist. Er fügt sich Masuzu und lernt dabei das Masuzu, die sich nach außen als sanftes und höfliches Mädchen gibt, im Inneren jedoch äußerst manipulativ ist. So wird Masuzu seine (falsche) Freundin (kanojo).
Chiwa verhält sich Masuzu gegenüber sehr feindselig. Bei einem ihrer Streiten äußert Chiwa trotzig, dass sie beliebter als Masuzu werden und einen viel besseren Freund als Eita finden würde. Dies schlägt fehl und Masuzu will ihr augenscheinlich helfen, wofür sie einen Schulclub gründet. Diesen nennt sie „Vereinigung für Mädchen sich selbst zu inszenieren“ (自らを演出する乙女の会, Mizukara o enshutsu suru otome no kai), kurz 自演乙の会 (gelesen als Jien’otsu no kai, grob: „Vereinigung der Sockenpuppen“). Chiwa schließt sich diesem an um Eita näher zu sein und zu verhindern, dass wiederum Masuzu mit Eita allein ist.
Später kommt noch Himeko Akishino (秋篠 姫香) hinzu, die unter Chūnibyō leidet. Als Eita einen kurzen Rückfall in seine Mittelschul-Wahnvorstellungen hatte, wurde er dabei von Himeko beobachtet, die seine Wahnvorstellungen in ihre einbaute und sich nun als seine Freundin aus einem früheren Leben sieht, d. h. in ihren Worten als seine „Ex-Freundin“ (元カノ, motokano).
Die Vierte im Bunde ist Ai Fuyuumi (冬海 愛衣), ein Mitglied des Disziplinarkomitees. In dieser Funktion wollte sie anfangs Masuzus Club schließen, schließt sich diesem dann aber an. Der Grund dafür ist, dass sie ebenfalls eine Kindheitsfreundin von Eita ist, jedoch noch vor Chiwa, musste vor 10 Jahren wegziehen und kam erst kürzlich wieder zurück. Als Kinder gelobten sie einander zu heiraten. Daher sieht sie sich als seine „Verlobte“ (婚約者, kon’yakusha).

## Veröffentlichung
Die Romanreihe wird von Yūji Yūji geschrieben und von Ruroo illustriert. Sie erscheint seit Februar 2011 beim Imprint GA Bunko des Verlags SoftBank Creative. Bisher (Stand: Juli 2015) erschienen 10 Bände:
1. 15. Februar 2011, ISBN 978-4-7973-6396-8
2. 15. Juni 2011, ISBN 978-4-7973-6561-0
3. 15. September 2011, ISBN 978-4-7973-6678-5 (normal), ISBN 978-4-7973-6679-2 (limitiert mit Beilage)
4. 15. Dezember 2011, ISBN 978-4-7973-6815-4
5. 14. Juli 2012, ISBN 978-4-7973-6971-7 (normal), ISBN 978-4-7973-6972-4 (limitiert mit Beilage)
6. 15. Januar 2013, ISBN 978-4-7973-7284-7
7. 16. Februar 2013, ISBN 978-4-7973-7285-4 (Band 6.5 mit Kurzgeschichten)
8. 15. Februar 2014, ISBN 978-4-7973-7555-8
9. 14. Juli 2014, ISBN 978-4-7973-7735-4
10. 14. Januar 2015, ISBN 978-4-7973-8264-8

Bis Januar 2012 verkaufte sich die Romanreihe mehr als 230.000-mal. Von November 2012 bis November 2013 wurden 190.000 weitere Exemplare verkauft, wodurch sie Platz 21 der meistverkauften Light-Novel-Reihen des Jahres erreichte.
Die Romane werden auch in Südkorea bei Novel Engine veröffentlicht.

## Adaptionen

### Hörspiele und Radioshow
Hobirecords adaptierte die Romanreihe als Hörspiel. Die beiden CDs erschienen am 29. Juli und 28. Oktober 2011.
Daneben wurden in unregelmäßigen Abständen auf deren Website seit dem 28. April 2011 eine Radioshow mit den Sprechern des Hörspiels gesendet. Anlässlich des Animes startete am 14. Dezember 2012 eine neue Radioshow mit den Synchronsprechern des Animes.

### Manga
Es existieren vier Manga-Adaptionen der Roman-Vorlage, die jeweils vom Originalautor Yūji Yūji geschrieben. Gezeichnet wurden sie von verschiedenen Mangaka, jeweils basierend auf dem Character Design von Ruroo.
Eine romangetreue Adaption namens Ore no Kanojo to Osananajimi ga Shuraba Sugiru erscheint seit dem 22. Juni 2011 ab Ausgabe 7/2011 im Manga-Magazin Gangan Joker des Verlags Square Enix. Die Zeichnungen stammen von Nanasuke. Diese wurde seit Dezember 2011 in bisher (Stand: 7. Januar 2013) 4 Sammelbänden (Tankōbon) zusammengefasst:
1. 15. Dezember 2011, ISBN 978-4-7575-3433-9
2. 21. April 2012, ISBN 978-4-7575-3571-8
3. 14. Juli 2012, ISBN 978-4-7575-3656-2
4. 22. Dezember 2012, ISBN 978-4-7575-3833-7

Im Schwestermagazin Young Gangan wird seit dem 21. Oktober 2011 (Ausgabe 21/2011) erscheint der Yonkoma-Manga Ore no Kanojo to Osananajimi ga Shuraba Sugiru 4-koma (俺の彼女と幼なじみが修羅場すぎる4コマ) mit den Zeichnungen von Morimo. Dieser erzählt die Handlung in einem Comicstrip-Format. Die Kapitel wurden in bisher einem Sammelband zusammengefasst, der am 14. Juli 2012, ISBN 978-4-7575-3658-6 erschien.
Ore no Kanojo to Osananajimi ga Shuraba Sugiru + H (俺の彼女と幼なじみが修羅場すぎる+H) erschien vom 25. Oktober 2011 bis 25. Oktober 2012 in den Ausgaben 1/2011 bis 11/2012 des Magazins Big Gangan Comics. Zwei Sammelbände dieses von Shin’ya Inase gezeichneten Mangas erschienen am 14. Juli 2012, ISBN 978-4-7575-3657-9 und 22. Dezember 2012, ISBN 978-4-7575-3850-4.
Im selben Magazin läuft seit dem 25. Dezember 2012 (Ausgabe 1/2013) Ore no Kanojo to Osananajimi ga Shuraba Sugiru: Ai (俺の彼女と幼なじみが修羅場すぎる 愛), gezeichnet von Mutsutake.

### Anime
Das Animationsstudio A-1 Pictures adaptierte den Roman als 13-teilige Anime-Fernsehserie unter der Regie von Kanta Kamei. Das Character Design und die Animationsregie erfolgte durch Mai Ōtsuka.
Die Musik stammt von Masatomo Ōta. Der Vorspanntitel ist Girlish Lover gesungen von Mizukara o enshutsu suru otome no kai, d. h. den Synchronsprecherinnen der vier Serienprotagonistinnen, während im Abspann W:Wonder tale von Yukari Tamura gespielt wird.
Die Erstausstrahlung fand vom 5. Januar 2013 Punkt Mitternacht, d. h. dem Beginn des 6. Januar 2013, bis 31. März auf den Sendern Tokyo MX, Tochigi TV, Gunma TV und TV Kanagawa statt. Binnen drei Stunden folgten TV Saitama, Chiba TV, TV Aichi, RKB Mainichi Hōsō, Hokkaidō Hōsō, sowie ab 10. Januar Asahi Hōsō, ab 13. Januar BS11 und ab 17. Januar AT-X.
Eine Englisch untertitelte Fassung lief als Simulcast zur japanischen Erstausstrahlung auf Crunchyroll in den USA, Kanada, dem Vereinigten Königreich, Irland, Australien, Neuseeland und Südafrika. Lizenziert wurde die Serie von Aniplex USA.

### Synchronisation
| Rolle            | japanischer Sprecher (Seiyū) | japanischer Sprecher (Seiyū) |
| Rolle            | Hörspiel                     | Anime                        |
| ---------------- | ---------------------------- | ---------------------------- |
| Eita Kidō        | Junji Majima                 | Ryōta Ōsaka                  |
| Chiwa Harusaki   | Aki Toyosaki                 | Chinatsu Akasaki             |
| Masuzu Natsukawa | Chiwa Saitō                  | Yukari Tamura                |
| Himeka Akishino  | –                            | Hisako Kanemoto              |
| Ai Fuyuumi       | –                            | Ai Kayano                    |